# Factoring database
Die factoring database (auch factor database oder abgekürzt factorDB genannt) ist eine Datenbank für Faktoren mit einer Webschnittstelle, um nach Faktoren zu suchen und Faktoren zu berichten, die von Markus Tervooren betrieben wird. Während bei anderen Projekten Faktoren von Zahlen einer bestimmten Form gesucht werden, werden in die Datenbank beliebige natürliche Zahlen bis zu einer bestimmten Grenze aufgenommen.

## Geschichte
Am 11. Dezember 2008 beschloss Markus Tervooren, eine solche Datenbank zu erstellen. Er fragte im Mersenneforum der Great Internet Mersenne Prime Search, ob so etwas bereits existiert, und da nichts bekannt war, begann er die Datenbank zu programmieren. Als sie am 15. Dezember 2008 fertiggestellt wurde, war sie unter der Adresse www.factorization.ath.cx/ erreichbar. Es folgten viele Verbesserungen. Heute ist die Seite auch unter http://www.factordb.com/ erreichbar.

## Teile
Die Seite gliedert sich in sieben Teile:

### Suche (search)
Die Suche unterstützt folgende Operatoren:
| Operator | Beschreibung                               | Beispiel    |
| -------- | ------------------------------------------ | ----------- |
| +        | Addition                                   | 15+29       |
| -        | Subtraktion                                | 221-21      |
| *        | Multiplikation                             | 25*2+15     |
| /        | Division                                   | 55/5+2      |
| %        | Modulo                                     | 33%12       |
| ^        | Potenzierung                               | 25*2^1234+1 |
| !        | Fakultät                                   | 55!+1       |
| #        | Produkt aller Primzahlen unter n (Postfix) | 123#+1      |
| ##       | Produkt der ersten n Primzahlen (Postfix)  | 44##+1      |
| M        | Mersenne-Zahl (Präfix)                     | M1061       |
| F        | Fermat-Zahl (Präfix)                       | F12         |
| I        | Fibonacci-Zahl (Präfix)                    | I123        |
| L        | Lucas-Zahl (Präfix)                        | L662        |

Bei Verwendung von Variablen (b, d, k, n, x, y und z werden als solche akzeptiert) wird eine Faktorentabelle erstellt. Beispielsweise kann mit der Eingabe „Mn“ eine Faktorentabelle für Mersenne-Zahlen erzeugt werden.

### Folgen (sequences)
Es können Folgen erzeugt werden. Dazu gehören unter anderem Aliquot-Folgen.

### Ergebnisse berichten (report results)
In diesem Abschnitt können Faktoren berichtet und Primzahlzertifikate von PRIMO hochgeladen werden. Zum Überprüfen der PRIMO-Zertifikate wird ein Programm von Dana Jacobsen verwendet.
Faktoren werden in diesen Formaten angenommen:
- ein Faktor pro Zeile, Basis 2/8/10 (mit Unterstützung von Termen)/16
- mehrere Faktoren pro Zeile, Basis 2/8/10/16
- GMP-ECM-Ausgabe
- Msieve-Ausgabe
- Yafu-Ausgabe

Die Primzahlzertifikate können auch in eine ZIP-Datei komprimiert werden; die Maximalgröße liegt bei ungefähr 200 Megabyte.

### Faktorentabellen (factor tables)
In diesem Abschnitt werden Beispiele für Faktorentabellen vorgestellt.

### Status
Hier finden sich sämtliche Informationen über die Datenbank:
- Arbeiter
- Statistiken
  - Primzahlen (über 110 000 000)
  - PRP-Zahlen (englisch probable prime, wahrscheinliche Primzahlen) (über 58 000)
  - Zusammengesetzte Zahlen mit bekannten Faktoren (über 646 000 000)
  - Zusammengesetzte Zahlen ohne bekannte Faktoren (über 46 000 000)
  - Zahlen mit dem Status „unbekannt“ (über 40 000 000)
  - Insgesamt (über 845 000 000)
- Kleinste Zahlen mit einer bestimmten Eigenschaft
  - Kleinste wahrscheinliche Primzahl
  - Kleinste zusammengesetzte Zahl ohne bekannte Faktoren
  - Kleinste Zahl mit dem Status „unbekannt“
- Interessante Zahlen
  - Wahrscheinliche Primzahlen nach dem Miller-Rabin-Test, die sich später als zusammengesetzt erwiesen haben (über 19 000; siehe auch Pseudoprimzahl)
- Primzahlbeweise
  - N-1-Methode (über 552 000)
  - N+1-Methode (über 90 000)
  - Kombinierte N-1/N+1-Methode (39)
  - Zertifikate (über 593 000)
- Verteilung wahrscheinlicher Primzahlen/zusammengesetzter Zahlen
- Tool: Gruppenordnung berechnen
- Tool: Nächste Primzahl über n berechnen

### Downloads
Unter diesem Abschnitt können Eingabedateien für PRIMO als ZIP-Datei, die Liste aller wahrscheinlichen Primzahlen in der Datenbank und 1 000 zufällig ausgewählte, kleine zusammengesetzte Zahlen heruntergeladen werden.

### Anmelden (login)
Hier ist eine Anmeldung und Registrierung möglich. Für die Registrierung ist der Anmelde- und Anzeigename sowie das Passwort erforderlich. Das Passwort wird als MD5-Summe gespeichert, was unsicher ist. 

## Aufbau und Speicherung eines Eintrags
Jeder Zahl wird eine ID zugewiesen. Die ersten 999 999 999 999 999 999 Zahlen enthalten sich selbst als ID. Die IDs für Zahlen der Faktorentabellen beginnen mit 1000000000000000000, alle anderen mit 1100000000000000001.
Die Einträge sind folgendermaßen aufgebaut:

### Status
Es wird zwischen sieben Status unterschieden:
- C – composite, no factors known: Die Zahl ist zusammengesetzt und es sind keine Faktoren bekannt.
- CF – composite, (some) factors known: Die Zahl ist zusammengesetzt und es sind einige Faktoren bekannt.
- FF – fully factored: Die Zahl ist vollständig faktorisiert.
- P – (definitely) prime: Die Zahl ist (definitiv) prim.
- PRP – probably prime: Die Zahl ist wahrscheinlich prim.
- U – unknown: Es ist unbekannt, ob die Zahl zusammengesetzt, prim oder wahrscheinlich prim ist.
- Unit: Die Zahl ist eine Einheit (nur für die 1).

Zahlen, die neulich zur Datenbank hinzugefügt wurden, werden durch ein rotes Sternchen markiert.

### Stellen (digits)
Die Anzahl der Stellen wird angegeben; die Zahl kann in andere Stellenwertsysteme (von Basis 2 bis 36) umgerechnet werden.

### Zahl (number)
Die Zahl wird, eventuell verkürzt, dargestellt.

## Arbeiter (workers)
Arbeiter sind Computer, die eine bestimmte Arbeit in der Datenbank verrichten.

## Lücken und (behobene) Fehler
Die alte Benutzerseite wurde abgeschafft und es ist eine neue in Entwicklung. Das Perl-Script, mit dem sich alle als Arbeiter anmelden konnten, ist auch abgeschafft worden.
Mit dem „set prime“-Button, mit dem es möglich war, Zahlen ohne Beweis als prim einzustufen, erwiesen sich viele Fehler, weswegen er entfernt wurde.